# Bruno Bigoni
Bruno Bigoni (né en 1950 à Milan) est un scénariste, réalisateur, Scénariste et producteur de cinéma de cinéma italien.

## Filmographie
- Spaccati (1979)
- L’attesa (1980)
- La magia (1980)
- Live (1983, avec Kiko Stella)
- Nothing (1985)
- Nel lago (1986)
- Nome di battaglia: Bruno (1987)
- Il mondo chiuso (1988)
- Confine incerto (1988)
- Provvisorio: quasi d’amore (1988)
- Zanzare (1989)
- Lux interior (1989)
- Jamaica (1990)
- Italia 90. Lavori in corso (1990)
- Stanza One-Eleven (1991)
- Le lacrime amare di Petra (1992)
- Veleno (1993)
- L’origine della ferita (1994)
- Oggi è un altro giorno - Milano (1995)
- Belli sciallati (1996)
- Il cerchio (1996)
- L’agnello di Dio (1996)
- Nothing is Real - Appunti sul Nirvana (1996, avec Giuseppe Baresi)
- Amleto… frammenti (1997)
- Scene da Pinocchio (1998)
- Faber (1999, avec Romano Giuffrid)
- Comizi d'amore (2000)
- Cuori all'assalto - Storia di Raffaele e Cristina (2003)
- Chiamami Mara (2005)
- Don Chisciotte e... (2006)